# حارة ابي ذر الغفاري (خور مكسر)
حارة ابي ذر الغفاري هي إحدى حارات حي الجلاء الواقع بمديرية خور مكسر التابعة لمحافظة عدن، بلغ تعداد سكانها 2941 نسمة حسب تعداد اليمن لعام 2004.